# Lophoceros pallidirostris
A Lophoceros pallidirostris a madarak osztályának a szarvascsőrűmadár-alakúak (Bucerotiformes) rendjéhez, ezen belül a szarvascsőrűmadár-félék (Bucerotidae) családjához tartozó faj.

## Rendszerezése
A fajt Gustav Hartlaub és Otto Finsch írták le 1870-ben, a Buceros nembe Buceros pallidirostris néven. Régebben a Tockus nembe sorolták Tockus pallidirostris néven.

## Alfajai
- Lophoceros pallidirostris neumanni (Reichenow, 1894)
- Lophoceros pallidirostris pallidirostris (Hartlaub & Finsch, 1870)[2]

## Előfordulása
Afrika déli részén, Angola, Kenya, a Kongói Demokratikus Köztársaság, Malawi, Mozambik, Tanzánia és Zambia honos. Természetes élőhelyei a szubtrópusi és trópusi száraz erdők és szavannák. Állandó, nem vonuló faj.

## Megjelenése
Testhossza 50 centiméter, testtömege 170-325 gramm.
|  |

## Természetvédelmi helyzete
Az elterjedési területe rendkívül nagy, egyedszáma ugyan csökken, de még nem éri el a kritikus szintet. A Természetvédelmi Világszövetség Vörös listáján nem fenyegetett fajként szerepel.